# Reinhard Onken
Reinhard Onken (* 14. April 1891 in Willen, Landkreis Wittmund; † 16. Oktober 1981 in Neuharlingersiel) war ein deutscher Politiker (FDP) und Mitglied des Niedersächsischen Landtages.

## Leben
Nach dem Ende der Volksschule und Präparandabesuch absolvierte Reinhard Onken eine Ausbildung im landwirtschaftlichen Betrieb seiner Eltern. Er leistete im Ersten Weltkrieg Militärdienst von 1913 bis 1918 und war Kriegsbeschädigter. Seit dem Jahr 1920 arbeitete er als selbständiger Landwirt.
In den Jahren 1920 bis 1933 wirkte er als Gemeindevorsteher und engagierte sich von 1921 bis 1933 in landwirtschaftlichen Genossenschaften und Organisationen. Er wurde im November 1946 im Landkreis Wittmund Landrat. Den Vorsitz des Kreislandvolkverbandes übernahm er im Jahr 1950, fünf Jahre später wurde er Kreislandwirt.
Reinhard Onken war vom 9. November 1952 bis 5. Mai 1959 Mitglied des Niedersächsischen Landtages (2. und 3. Wahlperiode).